# Cyclothyris
Cyclothyris is een geslacht van uitgestorven brachiopoden, dat leefde tijdens het Krijt.

## Beschrijving
Deze drie centimeter lange brachiopode kenmerkt zich door de vrijwel driehoekige, brede schelp met bolle kleppen, die voorzien zijn van smalle, scherpe costae. De rechtopstaande top van de steelklep is voorzien van een flinke opening voor de pedunculus. De steelklep bevat een duidelijke sulfus (verdiept gedeelte van het buitenoppervlak), de armklep een plooi. De voorrand van de kleppen heeft een zigzaggende vorm.

## Soorten
- †Cyclothyris acuticostalis
- †Cyclothyris africana
- †Cyclothyris aliformis
- †Cyclothyris alikentica
- †Cyclothyris americana
- †Cyclothyris astieriana
- †Cyclothyris burgemakensis

- †Cyclothyris compressa
- †Cyclothyris dagestanica
- †Cyclothyris densleo[nis
- †Cyclothyris difformis
- †Cyclothyris compressa
- †Cyclothyris elegans
- †Cyclothyris formosa

- †Cyclothyris gibbsiana
- †Cyclothyris globata
- †Cyclothyris juigneti
- †Cyclothyris kennedyi
- †Cyclothyris lamarckiana
- †Cyclothyris larwoodi
- †Cyclothyris latissima

- †Cyclothyris punfieldensis
- †Cyclothyris subtrigonalis
- †Cyclothyris sutchanensis
- †Cyclothyris tenuicostata
- †Cyclothyris ulaganica
- †Cyclothyris vespertilio
- †Cyclothyris zudakharica